# 費爾普斯岩
費爾普斯岩（英語：Phelps Rock）是南極洲的岩石，處於雨果島西南面，屬於威廉群島的一部分，由英國南極名稱諮詢委員會命名，現時由南極條約體系管理。